# Malis historie
Malis historie har altid været præget af den rolle, området har spillet i Nordvestafrikas handel.

## Førkoloniale historie
Mali var i ældre tid en del af de tre kendte vestafrikanske riger, som kontrollerede den transsahariske handel med guld, salt og andre værdifulde varer. Disse kongeriger i Sahel havde hverken klare geopolitiske grænser eller klare etniske grupper. Det tidligste af disse riger var Ghana-riget, som var domineret af soninkerna, en mande-talende befolkningsgruppe. Landet ekspanderede ud over Vestafrika fra 700-tallet frem til 1078, da det blev erobret af almoraviderne.
I 1200-tallet udvikledes Mali-riget, som i 1300-tallet nåede sit højdepunkt. Mali var på daværende tidspunkt et knudepunkt for karavanehandelen i det nordlige Afrika, med vigtige handelscentrer som Timbuktu. I 1400-tallet efterfulgtes Maliriget af Songhai-riget. I 1600-tallet faldt Songhai-riget sammen, og området bestod nu af flere småriger.

## Kolonitiden
I 1880'erne blev området erobret af Frankrig. Det fik i 1920 benævnelsen Fransk Sudan og blev indlemmet i Fransk Vestafrika.

## Selvstændighedstiden
I 1958 fik landet begrænset selvstyre inden for Det Franske Fællesskabs Forbund af 1958.
I 1959 dannede Fransk Sudan, sammen med Senegal, Maliføderationen.
I juni 1960 brød Maliføderationen med Frankrig. Et par måneder senere forlod Senegal konføderationen, og Fransk Sudan byttede navn til Mali.
Modibo Keita var den første præsident i det selvstændige Mali, og han førte en socialistisk politik. På grund af økonomiske problemer voksede oppositionen mod ham.
I 1968 gennemførtes et statskup, og magten blev overtaget af en militærjunta under ledelse af løjtnant, senere general, Moussa Traoré. Det tidligere eneste parti Union Soudanaise blev opløst. I 1976 dannede Traoré partiet Malis demokratiske folkeunion og i 1979 blev han valgt til præsident. I 1985 blev han genvalgt. I denne periode havde landet gode forbindelser med Sovjetunionen.
I 1986 blev indgået en aftale med nabolandet Burkina Faso om en omtvistet grænse.
I 1990 kom det til sammenstød mellem regeringstropper og tuareger.
I 1991 gennemførtes et nyt militærkup, som afsluttede mange års diktatur, og i 1992 afholdtes Malis første demokratiske præsidentvalg, som blev vundet af Alpha Oumar Konaré. I 1997 genvalgtes præsident Konaré, som fortsatte med at gennemføre politiske og økonomiske reformer og at bekæmpe korruption. Ifølge Malis forfatning må en præsident ikke sidde mere end to perioder, hvilket Konare fulgte og gik af i 2002. I 2002 valgtes Amadou Toumani Touré som ny præsident. Touré genvalgtes som præsident år 2007 og skulle derfor være afgået efter højst to mandatperioder, i forbindelse med det planlagte præsidentvalg den 29. april 2012.
Den 22. marts 2012 tog imidlertid en militærjunta magten ved et statskup, indtog præsidentpaladset, tilfangetog flere regeringsmedlemmer og udråbte Nationalkomitéen for demokratiets oprettelse under ledelse af kaptajn Amadou Sanogo. Som følge af militærkuppet indefrøs nabolandene Malis formuer og indledte en blokade af Mali. Juntaen begrundede magtovertagelsen med regeringens manglende evne til "at forsvare nationen" mod tuareg-guerillaen MNLA, som ville danne en egen stat i det nordlige Mali. Oprørerne indtog Timbuktu, Kidal og Gao. De var i begyndelsen allierede med islamistgruppen Ansar al-Din men islamisterne startede senere i væbnet konflikt med tuareg-oprørerne og drev dem ud af området.
Efter pres fra den regionale samarbejdsorganisation ECOWAS blev kuplederen Sanogo tvunget til at gå af mod, at præsident Touré afsagde sig sine magtkrav. Konstitutionsdomstolen udså Dioncounda Traoré til midlertidig præsident. 
Traore blev overfaldet på sit kontor den 21. maj og fik skader i hovedet. Han flygtede der efter til Paris og vendte ikke tilbage før et par måneder senare.
Traore har siden ladet anvende tåregas mod demonstranter som, på hovedstadens gader, har krævet hans afgang.
Tirsdag den 11. december 2012 gik Cheik Modibo Diarra af efter et statskup.
I september 2021 blev der underskrevet en kontrakt mellem den maliske stat og et privat russisk militærkompagni knyttet til den russiske militærgruppe Wagner. Dokumentet indeholder bestemmelser om indsættelse af lejesoldater i landet, i forbindelse med den maliske hær og beskyttelse af højtstående personer.